# 何杰 (地质采矿专家)
何杰（1888年2月15日—1979年12月），字孟绰，原名崇杰，男，广东番禺人，中国地质学家、采矿学家，曾任中国地质学会会长，交通大学唐山工学院采矿学教授兼矿冶系主任，中华民国教育部部聘教授，北京矿业学院副院长。

## 延伸阅读
[在维基数据编辑]
 《游美同學錄·何杰》，出自《游美同學錄》